# 하와이 파이브-0의 에피소드 목록
하와이 파이브-오(Hawaii Five-0)는 미국의 수사 드라마로 1968년에서 1980년까지 방영된 '하와이 파이브-오'를 리메이크 한 것이다. 원작과 같이 CBS에서 방영되었고, 원작이 방영을 시작한 1968년 9월 20일로부터 정확히 42년 후인 2010년 9월 20일, 리메이크 작의 방영이 시작됐다. 주연에 한국계 배우 대니얼 대 킴과 그레이스 박이 각각 '친 호 켈리'역과 '코노 칼라카와'역으로 등장하며, 조연에도 한국계 배우인 윌윤 리가 '상민'역으로 등장한다.

## 방영 목록

### 시즌 1 (2010-2011)
시즌 1은 2010년 9월 20일, 미국 CBS와 캐나다의 Global TV, NTV에서 동시 상영하여 2011년 5월 16일 24화를 끝으로 시즌 1이 끝났다. 대한민국의 OCN에서도 2011년 7월 9일, 미리보기로 2편이 방영되었고 7월 13일부터 방영을 시작한다.
한국어 번역 제목은 단순 번역명이 아닌 OCN의 하와이 파이브-0 공식 홈페이지에 게시된 제목이다.
| 전체 # | 시즌 # | 제목                                                                    | 본방송일자       | OCN 방영일자                     |
| --- | ------ | ----------------------------------------------------------------------- | ---------------- | -------------------------------- |
| 01 | 01     | "Pilot" "뜻하지 않은 귀향"                                              | 2010년 9월 20일  | 2011년 7월 9일 / 2011년 7월 13일 |
| 해군 특수부대의 스티브 맥개럿은 5년간의 추적 끝에 드디어 악명 높은 테러리스트를 체포한다. 하지만 그를 호송하는 중 전화 한 통이 걸려 오고, 그자는 아버지를 데리고 있다며 동생을 풀어주지 않으면 죽이겠다고 협박한다. 결국 스티브의 아버지는 악당의 손에 살해당하고, 스티브는 고향인 하와이로 돌아와 아버지 살해 사건의 범인을 쫓기 시작한다.                                                                            |        |                                                                         |                  |                                  |
| 02 | 02     | "Ohana" "수상한 납치사건"                                               | 2010년 9월 27일  | 2011년 7월 9일 / 2011년 7월 13일 |
| 대낮 도로 한복판에서 차량 습격 사건이 일어나고, 차에 있던 라우리가 납치된다. 라우리는 전 국가안보국 출신으로 최고 기밀 보안을 담당했던 자이다. 파이브-오는 이 사건이 국가 안보에 위협을 줄 수 있음을 알고 용의자인 세르비아 조직을 조사, 추적하기 시작한다 |        |                                                                         |                  |                                  |
| 03 | 03     | "Malama Ka ʻAina" "조직전쟁"                                            | 2010년 10월 4일  | 2011년 7월 20일                  |
| 미식축구 경기 중에 총격 사건이 발생한다. 특수 수사대는 이번 사건에 삼합회와 사모아 갱단이 연관되어 있음을 알고, 파이브-오는 조직 간의 전쟁이 불거지는 것을 막기 위해 이들이 모임을 갖는 카지노에 잠입하는데... |        |                                                                         |                  |                                  |
| 04 | 04     | "Lanakila" "탈옥범을 잡아라"                                            | 2010년 10월 11일 | 2011년 7월 20일                  |
| 죄수가 교도관을 죽이고 탈옥하는 사건이 발생한다. 파이브-오는 탈옥범 도킨스가 TV에서 다나가 상금 받는 것을 보고 광분했다는 사실을 듣고 다나가 묶는 호텔에 도킨스를 잡으러 간다. 하지만 한발 늦은 파이브-오는 총 맞은 다나를 발견하고, 그녀의 약혼자인 크레이그가 잡혀간 걸 알고 이를 뒤쫓는데... |        |                                                                         |                  |                                  |
| 05 | 05     | "Nalowale" "대사의 딸을 구하라"                                         | 2010년 10월 18일 | 2011년 7월 27일                  |
| 와이키키 바닷속에서 한 여성의 시신이 발견된다. 신원 확인 결과 그녀가 주 필리핀 미국 대사의 딸이며, 실종 당시 동생과 함께 있었다는 사실을 알게 된 파이브-오는 납치 수사에 주력한다. 나이트클럽에서 같은 수법으로 여자를 납치하는 자가 있다는 정보를 입수한 수사대는 그자의 뒤를 추적하는데... |        |                                                                         |                  |                                  |
| 06 | 06     | "Koʻolauloa" "서핑 거물의 죽음"                                         | 2010년 10월 25일 | 2011년 7월 27일                  |
| 서핑 챔피언십에서 이안 아담스가 살해된다. 하와이의 상당한 재력가인 그의 재산을 노린 살인인지에 사람들의 귀추가 주목되고, 어린 시절 그와 남다른 추억이 있는 코노는 슬픈 마음을 억누르고 수사에 임한다. |        |                                                                         |                  |                                  |
| 07 | 07     | "Hoʻapono" "누명 쓴 특전사 대원"                                        | 2010년 11월 1일  | -                                |
| 오아후섬의 한 가정에서 살인 사건이 일어난다. 부인을 살해한 용의자로 남편인 그레이엄이 지목되지만, 그는 범행을 부인하며 도주하고 급기야 관광용 전함에 인질들을 잡고 실랑이를 벌인다. 살인 현장에 있었던 2살짜리 딸은 충격으로 말문을 닫고 그레이엄은 결백을 주장하며 4시간 안에 범인을 잡지 못하면 인질들을 죽이겠다고 협박하는데...                                                                                    |        |                                                                         |                  |                                  |
| 08 | 08     | "Manaʻo" "파트너의 죽음"                                                | 2010년 11월 8일  | -                                |
| 하와이 주민들의 축제에 불에 탄 경찰의 시체가 발견된다. 그 시체는 잔혹하게 훼손되고 입에는 경찰 배지가 물려 있다. 한편 대니에게 전 파트너였던 메카의 아내, 에밀리가 찾아와 메카가 끔찍하게 불에 타 죽은 경찰임을 알리고, 경찰들의 무심한 행동에 상처받았다고 말한다. 대니는 친구에 대한 우정으로 메카를 의심하는 모든 경찰을 상대로 수사를 시작하고, 파이브-오 팀원들은 이런 대니를 도와 하나씩 실마리를 풀어 가는데... |        |                                                                         |                  |                                  |
| 09 | 09     | "Poʻipu" "베일에 싸인 암살자"                                           | 2010년 11월 15일 | -                                |
| 아시아의 한 나라에서 국민을 살해하고 학대했던 팍 장군이 미국의 회담 참석을 앞둔 가운데, 호텔에서 한 외교부 요원이 살해되는 사건이 일어나며 팍 장군에 대한 암살이 계획됐음이 알려진다. 사건의 수사와 더불어 팍 장군의 경호를 보조하게 된 파이브-오 수사대는 베일에 싸인 암살자를 추적하지만, 사고와 함께 모든 단서가 사라져 버리는데...                                                                                 |        |                                                                         |                  |                                  |
| 10 | 10     | "Heihei" "(영어 부제)Hao Kanaka" "(한국어 제목)수수께끼의 4인조 강도단" | 2010년 11월 22일 | -                                |
| 경비업체의 신입인 조던은 근무 첫날 은행 돈을 옮기는 일을 하다가 복면 강도들에게 총을 맞는다. 파이브-오 수사대는 이 강도들이 철인 삼종 경기가 있을 때에만 활동한다는 것을 알아내고 경기 참가자들을 대상으로 수사망을 좁혀 간다. 한편 총을 맞은 조던이 깨어나자 스티브는 그에게 범인의 인상착의를 묻고자 병원을 찾는데, 한발 먼저 도착한 범인이 조던을 혼수상태로 몰고 간다.                                             |        |                                                                         |                  |                                  |
| 11 | 11     | "Palekaiko"                                                             | 2010년 12월 6일  | -                                |
| 12 | 12     | "Hana ʻaʻa Makehewa"                                                    | 2010년 12월 13일 | -                                |
| 13 | 13     | "Ke Kinohi"                                                             | 2011년 1월 3일   | -                                |
| 14 | 14     | "He Kane Hewa'ole"                                                      | 2011년 1월 17일  | -                                |
| 15 | 15     | "Kai e'e"                                                               | 2011년 1월 23일  | -                                |
| 16 | 16     | "E Malama"                                                              | 2011년 2월 7일   | -                                |
| 17 | 17     | "Powa Maka Moana"                                                       | 2011년 2월 14일  | -                                |
| 18 | 18     | "Loa Aloha"                                                             | 2011년 2월 21일  | -                                |
| 19 | 19     | "Ne Me'e Laua Na Paio"                                                  | 2011년 3월 21일  | -                                |
| 20 | 20     | "Ma Ke Kahakai"                                                         | 2011년 4월 11일  | -                                |
| 21 | 21     | "Ho'opa'i"                                                              | 2011년 4월 18일  | -                                |
| 22 | 22     | "Ho'ohuli Na'au"                                                        | 2011년 5월 2일   | -                                |
| 23 | 23     | "Ua Hiki Mai Kapalena Pau"                                              | 2011년 5월 9일   | -                                |
| 24 | 24     | "Oia'i'o"                                                               | 2011년 5월 16일  | -                                |

### 시즌 2 (2011-2012)
시즌 2의 방영이 2011년 5월 15일날 확정되었으며, 2011년 9월 19일부터 미국의 CBS를 통해 방영될 예정이다.

## 같이 보기
- NCIS의 에피소드 목록